# Синьоозерна вулиця
Синьоозе́рна ву́лиця — вулиця в Подільському та Святошинському районах Києва, місцевість Берковець. Пролягає від Берковецької до Газопровідної вулиці.
Прилучається Міська вулиця.

## Історія
Вулиця виникла у середині XX століття під назвою Нова. Сучасна назва — з 1958 року, від Синього озера, до якого прямує вулиця (між Берковцем і масивом Виноградар).

## Забудова
На початку вулиці створений мікрорайон із блочних п'ятиповерхівок. Надалі, після перехрестя з Міською вулицею, з непарного боку вулиці розташовані садово-дачні ділянки «Берковець», з парного боку простягається Пуща-Водицький ліс.